# Diócesis de Jullundur
La diócesis de Jullundur (en latín: Dioecesis Iullundurensis y en inglés: Roman Catholic Diocese of Jullundur) es una circunscripción eclesiástica de la Iglesia católica en India. Se trata de una diócesis latina, sufragánea de la arquidiócesis de Delhi. Desde el 7 de junio de 2025 su obispo es Jose Sebastian Thekkumcherikunnel.

## Territorio y organización
La diócesis tiene 51 120 km² y extiende su jurisdicción sobre los fieles católicos de rito latino residentes en el estado de Punyab en los distritos de: Amritsar, Faridkot, Firozpur, Gurdaspur, Hoshiarpur, Jalandhar, Kapurthala, Ludhiana, Moga, Mukatsar y Nawanshahar; y en el estado de Himachal Pradesh los distritos de: Chamba, Hamirpur, Kangra y Una.
La sede de la diócesis se encuentra en la ciudad de Jalandhar (llamada anteriormente Jullundur), en donde se halla la Catedral de Santa María.
En 2021 en la diócesis existían 133 parroquias.

## Historia
La prefectura apostólica de Jullundur fue erigida el 17 de enero de 1952 con la bula Inter ceteras curas del papa Pío XII, obteniendo el territorio de la diócesis de Lahore (hoy arquidiócesis de Lahore).
El 6 de diciembre de 1971 la prefectura apostólica fue elevada al rango de diócesis con la bula Officium apostolicum del papa Pablo VI.

## Estadísticas
Según el Anuario Pontificio 2022 la diócesis tenía a fines de 2021 un total de 109 391 fieles bautizados.
| Año                                                                             | Población            | Población  | Población      | Sacerdotes | Sacerdotes    | Sacerdotes    | Bautizados por sacerdote | Diáconos permanentes | Religiosos | Religiosos | Parroquias |
| Año                                                                             | Bautizados católicos | Total      | % de católicos | Total      | Clero secular | Clero regular | Bautizados por sacerdote | Diáconos permanentes | Varones    | Mujeres    | Parroquias |
| ------------------------------------------------------------------------------- | -------------------- | ---------- | -------------- | ---------- | ------------- | ------------- | ------------------------ | -------------------- | ---------- | ---------- | ---------- |
| 1970                                                                            | 16 809               | 9 044 910  | 0.2            | 11         | 11            |               | 1528                     |                      |            | 194        |            |
| 1980                                                                            | 26 045               | 12 300 000 | 0.2            | 42         | 16            | 26            | 620                      |                      | 29         | 223        |            |
| 1990                                                                            | 42 363               | 16 878 406 | 0.3            | 70         | 38            | 32            | 605                      |                      | 34         | 369        |            |
| 1999                                                                            | 86 025               | 21 861 025 | 0.4            | 90         | 50            | 40            | 955                      |                      | 57         | 460        | 92         |
| 2000                                                                            | 88 833               | 22 198 245 | 0.4            | 91         | 50            | 41            | 976                      |                      | 64         | 474        | 92         |
| 2002                                                                            | 93 142               | 23 095 044 | 0.4            | 96         | 55            | 41            | 970                      |                      | 66         | 508        | 99         |
| 2003                                                                            | 95 004               | 23 556 944 | 0.4            | 107        | 57            | 50            | 887                      |                      | 83         | 518        | 101        |
| 2004                                                                            | 105 654              | 44 028 082 | 0.2            | 116        | 60            | 56            | 910                      |                      | 141        | 619        | 101        |
| 2006                                                                            | 109 922              | 45 388 815 | 0.2            | 106        | 62            | 44            | 1037                     |                      | 118        | 648        | 103        |
| 2013                                                                            | 143 623              | 21 697 420 | 0.7            | 142        | 80            | 62            | 1011                     |                      | 100        | 700        | 109        |
| 2016                                                                            | 113 259              | 19 296 682 | 0.6            | 151        | 89            | 62            | 750                      |                      | 120        | 675        | 110        |
| 2019                                                                            | 109 719              | 20 015 500 | 0.5            | 163        | 88            | 75            | 673                      |                      | 91         | 716        | 114        |
| 2021                                                                            | 109 391              | 30 451 858 | 0.4            | 161        | 85            | 76            | 679                      |                      | 94         | 758        | 133        |
| Fuente: Catholic-Hierarchy, que a su vez toma los datos del Anuario Pontificio. |                      |            |                |            |               |               |                          |                      |            |            |            |

## Episcopologio
- Alban Francis Swarbrick, O.F.M.Cap. † (31 de octubre de 1952-1971 renunció)
- Symphorian Thomas Keeprath, O.F.M.Cap. † (6 de diciembre de 1971-24 de febrero de 2007 retirado)
- Anil Joseph Thomas Couto (24 de febrero de 2007-30 de noviembre de 2012 nombrado arzobispo de Delhi)
- Franco Mulakkal (13 de junio de 2013 - 1 de julio de 2023)
  - Agnelo Rufino Gracias, desde el 20 de septiembre de 2018 (administrador apostólico sede plena)[4]
- Jose Sebastian Thekkumcherikunnel, desde el 7 de junio de 2025